# Alqama
Alqama, écrit aussi Alkma, Al Qama ou encore Alkama était un général musulman de premier plan dans le nord de la péninsule ibérique dans le début du VIIIe siècle.
Par ordonnance de Munuza, gouverneur du Nord de l'Hispanie, Alqama commandait une petite armée avec une mission pour mettre fin à la révolte de Pélage le Conquérant dans la région.
Alqama a été tué dans la Bataille de Covadonga.